# اختناق ایران
اختناق ایران نام کتابی است از مورگان شوستر. او در آن کتاب به شرح استخدام خود در ایران و ماجرای اولتیماتوم روسیه می‌پردازد.
این کتاب با ترجمه ابوالحسن موسوی شوشتری به فارسی نیز منتشر شده‌است. در سال ۱۳۸۶ خورشیدی ترجمه جدیدی از این کتاب به ترجمه حسن افشار توسط نشر ماهی منتشر شد.

## منبع
- مورگان شوستر (بهار ۱۳۸۶)، اختناق ایران، به کوشش ترجمهٔ حسن افشار.، تهران: نشر ماهی، شابک ۹۷۸-۹۶۴-۹۹۷۱-۲۱-۶

## مطالعهٔ بیشتر
- W. Morgan Shuster, The Strangling of Persia, 1st edition, 3rd impression (T. Fisher Unwin, London, 1913).
توجه: این کتاب را می‌توانید مجانی از Internet Archive بارگیری کنید. (دیجیتالی شده توسط شرکت مایکروسافت، در همکاری با دانشگاه تورنتو.)